# Seyrighoplites pilosus
Seyrighoplites pilosus là một loài tò vò trong họ Ichneumonidae.